# Iwan Winarow
Iwan Winarow (bulgarisch Иван Винаров; * 24. Februar 1896 in Plewen; † 25. Juli 1969 in Sofia) war ein bulgarischer Generalleutnant.

## Leben
Winarow beteiligte sich im Jahr 1918 am Wladaja-Aufstand. 1923 emigrierte er in die Sowjetunion. Dort wurde er Angehöriger der Roten Armee. Später war er geheimdienstlich in mehreren Ländern Europas tätig. Von 1936 bis 1939 kämpfte er im Spanischen Bürgerkrieg. Nach seiner Rückkehr nach Bulgarien wirkte er in der Bulgarischen Volksarmee. 1949 war er mit der Überwachung der Arbeiten am Georgi-Dimitrow-Mausoleum befasst.
Er wurde mit dem Leninorden und mit dem Dimitrow-Preis ausgezeichnet.

## Werke (Auswahl)
- Kämpfer der lautlosen Front. Erinnerungen eines Kundschafters. Militärverlag der DDR, Berlin 1976.